# Pak Chong (huyện)
Pak Chong (tiếng Thái: ปากช่อง) là huyện (amphoe) cực tây của tỉnh Nakhon Ratchasima, đông bắc Thái Lan.

## Lịch sử
Khu vực này đã từng thuộc tambon Khanong Phra, huyện Chan Thuek (nay là huyện Sikhio).
Năm 1949, Ban Pak Chong được nâng cấp thành tambon Pak Chong. Đơn vị này đã được nâng cấp thành tiểu huyện (King Amphoe) ngày 1/1/1957, bao gồm 4 phó huyện Pak Chong, Chanthuek, Klong Dan và Mu Si. Cuối cùng tiểu huyện đã được nâng cấp thành huyện tháng 7 năm 1958.

## Địa lý
Pak Chong là huyện có diện tích lớn nhất tỉnh Nakhon Ratchasima. Các huyện giáp ranh (từ phía bắc theo chiều kim đồng hồ) là Sikhio, Wang Nam Khiao của Nakhon Ratchasima, Mueang Nakhon Nayok của tỉnh Nakhon Nayok, Prachantakham của tỉnh Prachinburi, và Muak Lek của tỉnh Saraburi.
Huyện này là cửa ngõ vào phía đông bắc (Isan) Thái Lan từ trung bộ do đèo qua dãy núi Phetchabun nằm ở huyện này.

## Hành chính
Huyện này được chia thành 12 phó huyện (tambon), các đơn vị này lại được chia ra thành 169 làng (muban). Pak Chong là một thị xã (thesaban mueang) nằm trên một phần của the tambon Pak Chong và Nong Sarai. Có 4 đô thị phó huyện (thesaban tambon) - Klank Dong nằm trên một phần của tambon Klang Dong và Phaya Yen, Mu Si nằm trên toàn bộ tambon Mu Si, Sima Mongkhon nằm trên một phần Klong Dong và Wang Sai nằm trên toàn bộ tambon Wang Sai.
| STT | Tên            | Thai       | Dân số |
| --- | -------------- | ---------- | ------ |
| 1.  | Pak Chong      | ปากช่อง     | 44,100 |
| 2.  | Klang Dong     | กลางดง     | 12.301 |
| 3.  | Chanthuek      | จันทึก       | 15.974 |
| 4.  | Wang Katha     | วังกะทะ     | 9.139  |
| 5.  | Mu Si          | หมูสี        | 11.729 |
| 6.  | Nong Sarai     | หนองสาหร่าย | 35,591 |
| 7.  | Khanong Phra   | ขนงพระ     | 11.263 |
| 8.  | Pong Talong    | โป่งตาลอง   | 5.014  |
| 9.  | Khlong Muang   | คลองม่วง    | 9.756  |
| 10. | Nong Nam Daeng | หนองน้ำแดง  | 9.142  |
| 11. | Wang Sai       | วังไทร      | 11.137 |
| 12. | Phaya Yen      | พญาเย็น     | 7.442  |